# Universidade Mount Royal
A Universidade Mount Royal é uma universidade pública localizada na cidade de Calgary, em Alberta no Canadá.